# Francisco Cruz (baloncestista)
Francisco Javier Cruz Saldívar (Nogales, 3 de octubre de 1989) es un jugador de baloncesto mexicano que pertenece a la plantilla del Mersin MSK de la Basketbol Süper Ligi, la máxima división turca. Con 1,91 metros de altura juega en la posición de escolta y alero. Es internacional absoluto con México.

## Trayectoria

### High School
Natural de Nogales, Sonora, en la frontera con Estados Unidos, siendo adolescente emigró junto con Jorge Gutiérrez al norte para formarse en un instituto de Denver, Colorado, el Abraham Lincoln High School, donde estuvo dos años (2006-2008).
Ayudó al equipó a conseguir el título estatal 4A en las dos temporadas. Como sénior fue nombrado jugador del año Class 4A y MVP del torneo de Colorado State por el The Denver Post y el Rocky Mountain News. Disputó tres partidos Colorado All-State durante sus dos años con los Lancers de Abraham Lincoln High School.

### Universidad
Tras graduarse en 2008, se unió al Western Nebraska Community College, situado en Scottsbluff, Nebraska, perteneciente a la División I de la JUCO y donde estuvo hasta 2010 (es un community college de dos años).
Tras cumplir sus dos años con los Cougars del Western Nebraska Community College, asistió a la Universidad de Wyoming, situada en Laramie, Wyoming, perteneciente a la División I de la NCAA y donde estuvo los siguientes dos años (2010-2012).
Compatibilizó en muchas ocasiones estudios, baloncesto y otros trabajos para poder mantenerse económicamente en ambas universidades.

#### Western Nebraska CC
En su primera temporada, su año freshman (2008-2009), jugó 29 partidos con los Cougars con un promedio de 15,8 puntos (58,6 % en tiros de 2 (129-220), 50 % en triples (41-82) y 76,7 % en tiros libres; 79-103), 5,1 rebotes, 2,3 asistencias y 1,2 robos. 
Fue el máximo reboteador, el 2.º máximo anotador (460 puntos), el 3.º máximo asistente y el 4.º en robos y tuvo el mejor % de triples, el 2.º mejor % de tiros libres y el 3.º mejor % de tiros de campo (56,2 %) del equipo. En anotación y % de tiros libres quedó por detrás del actual jugador del Dominion Bilbao Basket, Scott Bamforth. 
Tuvo el 10.º mejor % de triples de toda la División I de la JUCO. A final de temporada fue elegido atleta masculino más valioso de la temporada de Western Nebraska.
En su segunda y última temporada, su año sophomore (2009-2010), jugó 32 partidos (todos como titular) con los Cougars con un promedio de 19,9 puntos (43,8 % en tiros de 2 (125-285), 46,9 % en triples (92-196) y 78,4 % en tiros libres; 113-144), 5,9 rebotes, 1,9 asistencias y 1 robo. Ayudó a los Cougars a acabar con un récord de 19-13.
Fue el máximo anotador (639 puntos), el 3.er máximo reboteador, el 4.º máximo asistente y el 4.º en robos y tuvo 2.º mejor % de tiros libres (por detrás de Scott Bamforth) y de triples del equipo. Su mejor partido de la temporada fue en la victoria contra Eastern Wyoming (41 puntos). Marcó 3 o más triples en 18 de los 32 partidos que jugó.
Terminó la temporada en la División I de la JUCO siendo el 21º máximo anotador y teniendo el 3.er mejor % de triples. A final de temporada fue elegido en el mejor quinteto de la Region 9.
Disputó un total de 61 partidos con los Cougars de Western Nebraska Community College entre las dos temporadas, promediando 18 puntos (50,2 % en tiros de 2, 47,8 % en triples y 77,7 % en tiros libres), 5,5 rebotes, 2,1 asistencias y 1,1 robos.
Fue el 12.º jugador de la historia de Western Nebraska Community College en superar los 1,000 puntos (1,099 puntos).

#### Wyoming
En su primera temporada en Wyoming, su año júnior (2010-2011), jugó 31 partidos (30 como titular) con los Cowboys con un promedio de 10 puntos (54,3 % en tiros de 2, 38,1 % en triples y 83,3 % en tiros libres), 3,3 rebotes, 1,7 asistencias y 1 robo en 31,2 min. Fue el máximo triplista (48 triples) y tuvo el mejor % de triples del equipo. Jugó un total de 966 min durante el año (mayor n.º de minutos de un Cowboy).
Fue uno de los dos únicos jugadores del equipo que disputó los 31 partidos. Anotó 10 o más puntos en 16 ocasiones (10 de ellas en partidos de la Mountain West Conference). Fue el 5.º en min por partido (35,3) en los encuentros de la Mountain West Conference. Superó los 20 puntos (que era la mejor marca anotadora que tenía) contra los Colorado State Rams, el 5 de febrero de 2011, a los que les marcó 21 puntos (máxima de la temporada). 
También tuvo otra gran actuación contra los BYU Cougars, el 5 de marzo de 2011, anotando 18 puntos. Jugó los 40 min en 5 partidos (New Mexico Lobos, TCU Horned Frogs, UNLV Rebels, BYU Cougars y Colorado State Rams) y 39 min en 2 (Utah Utes y BYU Cougars). Su mejor partido de la temporada fue contra los New Mexico Lobos, el 8 de enero de 2011. A falta de menos de 1 seg y los Cowboys perdiendo de uno, anotó un tiro imposible sobre la bocina para ganar a los Lobos. 
Finalizó la temporada en la Mountain West Conference con el 7.º mejor % de triples y fue el 10.º en min por partido y triples por partido (1,5), el 12.º en triples anotados y el 15.º en min totales disputados.
En su segunda y última temporada en Wyoming, su año sénior (2011-2012; último año de universitario) jugó 33 partidos (todos como titular) con los Cowboys con un promedio de 12 puntos (50,2 % en tiros de 2, 36,7 % en triples y 75 % en tiros libres), 2,9 rebotes y 2,2 asistencias en 32,3 min. Lideró a los Cowboys en min por partido y % de triples, aparte de ser el 2.º máximo anotador y asistente del equipo. A final de temporada recibió una mención honorable Mountain West Conference por los entrenadores.
Fue uno de los dos únicos jugadores del equipo que salió como titular en los 33 partidos. Anotó 10 o más puntos en 20 ocasiones y 20 o más puntos en 3 ocasiones. Dio más de 4 asistencias en 8 partidos. Su mejor partido de la temporada fue contra los Northern Colorado Bears, el 15 de noviembre de 2011, (30 puntos con un 16-20 en tiros libres). Superó los 500 puntos en su estancia con los Cowboys contra los Idaho State Bengals, el 9 de enero de 2012. Metió 10 o más puntos en los 3 partidos del Jim Thorpe Classic en la semana del Día de Acción de Gracias para ser elegido en el mejor quinteto del torneo.
Finalizó la temporada en la Mountain West Conference con el 15.º mejor % de tiros de 2 y fue el 7.º en min por partido, el 8.º en tiros de campo anotados (146) y min totales disputados (1,066), el 11.º en tiros de 2 anotados (102), el 12.º en puntos totales (396), el 14.º máximo anotador, el 15.º en triples anotados (44), el 16.º máximo asistente y el 16.º en asistencias totales (73), el 21º en partidos disputados
Disputó un total de 64 partidos (63 como titular) con los Wyoming Cowboys entre las dos temporadas, promediando 11 puntos (51,7 % en tiros de 2, 37,4 % en triples y 78,1 % en tiros libres), 3,1 rebotes y 2 asistencias en 31,8 min de media.
Terminó su periplo universitario en la Mountain West Conference como el 14.º en minutos por partido.

### Profesional

#### Halcones Rojos de Veracruz
Tras no ser seleccionado en el Draft de la NBA de 2012, regresó a su México natal para jugar en las filas de los Halcones Rojos de Veracruz de la LNBP, en la que fue su primera experiencia como profesional. 
Permaneció hasta 2015 en el equipo de Veracruz, progresando enormemente hasta convertirse en capitán del equipo. En 2014, se proclamó campeón de la LNBP.
En su primera temporada con el equipo mexicano (2012-2013), jugó 53 partidos de liga con un promedio de 9,7 puntos (51,6 % en tiros de 2, 37,1 % en triples y 74,7 % en tiros libres), 2,8 rebotes, 1,8 asistencias y 1 robo en 21,3 min.
Esa temporada también disputó 3 partidos de la Liga de las Américas 2013 con los Pioneros de Quintana Roo, promediando 1,3 puntos (50 % en tiros de 2) y 3 asistencias en 9,7 min de media.
En su segunda temporada con el equipo mexicano (2013-2014), jugó 51 partidos de liga con un promedio de 13,5 puntos (52,2 % en tiros de 2, 40,8 % en triples y 76,2 % en tiros libres), 3,1 rebotes, 2,2 asistencias y 1,2 robos en 27,2 min.
Esa temporada también disputó 1 partido en la CIBACOPA con el Fuerza Guinda de Nogales (5 asistencias en 10 min).
En su tercera y última temporada con el equipo mexicano (2014-2015), jugó 40 partidos de liga y 6 de la Liga de las Américas, promediando en liga 11,6 puntos (57,2 % en tiros de 2, 39,4 % en triples y 80,8 % en tiros libres), 2,9 rebotes, 2,4 asistencias y 1,1 robos en 26 min, mientras que en la Liga de las Américas 2015 promedió 8,3 puntos (50 % en triples y 100 % en tiros libres), 2,3 rebotes, 2,5 asistencias y 1 robo en 22,7 min de media.
Fue seleccionado para el All-Star Game de la LNBP y a final de temporada recibió una mención honorable LNBP por Eurobasket.com.
Disputó un total de 144 partidos de liga con el conjunto de Veracruz entre las tres temporadas, promediando 11,6 puntos (53,6 % en tiros de 2, 39,1 % en triples y 77,2 % en tiros libres), 2,9 rebotes, 2,1 asistencias y 1,1 robos en 24,8 min de media.

#### Club Ciclista Olímpico de La Banda
Tuvo un breve paso por el Club Ciclista Olímpico de La Banda de la LigaA argentina en la temporada 2014-2015.
Disputó 6 partidos de liga y 4 de play-offs con el cuadro de La Banda, promediando en liga 8,7 puntos (33,3 % en triples y 76,2 % en tiros libres), 1,8 rebotes y 1,8 asistencias en 22,8 min de media, mientras que en play-offs promedió 10,3 puntos (36,8 % en triples y 66,7 % en triples), 2,5 rebotes, 1,8 asistencias y 1,3 robos en 28,5 min de media.

#### VEF Riga
El 17 de agosto de 2015, el VEF Riga letón, anunció su incorporación para la temporada 2015-2016, con el que fue subcampeón de la LBL.
Disputó 17 partidos de liga, 15 de play-offs y 29 de VTB United League (le marcó 35 puntos al potente BK Jimki ruso), promediando en liga 9,5 puntos (51,6 % en tiros de 2, 36 % en triples y 70 % en tiros libres), 2,3 rebotes y 4,1 asistencias en 21,8 min de media, en play-offs 13,7 puntos (42,4 % en triples y 90,2 % en tiros libres, 3,7 rebotes y 5,8 asistencias en 29,9 min de media, y en la VTB United League 13,5 puntos (40 % en triples y 83,1 % en tiros libres), 2,4 rebotes y 5,2 asistencias en 26,8 min de media.
Fue el 3.er máximo asistente de la LBL y el 8.º máximo asistente de la VTB United League. A final de temporada recibió una mención honorable LBL por Eurobasket.com.

#### Montakit Fuenlabrada
En el verano de 2016, dio el salto a una liga potente como es la Liga Endesa española, ya que el 16 de agosto de 2016, el Montakit Fuenlabrada anunció su fichaje por dos temporadas.

#### Vilnius Rytas
Durante la temporada 2019-20, juega en el BC Rytas en el que aporta 11.6 puntos y 2.6 asistencias en la LKL lituana, y 12.7 puntos y 3.0 asistencias en la EuroCup.

#### Afyon Belediyespor
En agosto de 2020, se compromete con el Afyon Belediyespor de la Basketbol Süper Ligi.

#### Tofaş Spor Kulübü
El 25 de junio de 2021, firma por el Tofaş Spor Kulübü de la Basketbol Süper Ligi, la máxima división turca.

#### Manisa Buyuksehir
En agosto de 2022, firma por el Manisa Büyükşehir Belediyespor de la Basketbol Süper Ligi, siendo este su tercer equipo en Turquía.

#### Mersin MSK
El 27 de junio de 2024 es traspasado al recién ascendido Mersin MSK de la Basketbol Süper Ligi, siendo este su cuarto equipo en Turquía.

### Selección nacional
En el verano de 2011, disputó con la selección de baloncesto de México las Universiadas, celebradas en Shenzhen, China, donde la selección de baloncesto de México quedó en 16.ª posición.
Jugó 8 partidos con un promedio de 9,9 puntos (3.er máximo anotador de su selección; 31,8 % en triples y 71,4 % en tiros libres), 4,1 rebotes, 2,6 asistencias (máximo asistente de su selección) y 1,1 robos en 28,5 min de media.
Debutó con la absoluta de México en la COCABA de 2013, celebrada en San Salvador, El Salvador, donde México se colgó la medalla de oro tras quedar 1.ª de grupo.
Jugó 3 partidos con un promedio de 8,3 puntos (30,8 % en triples), 4,3 rebotes y 2 asistencias en 25,3 min de media. Fue el 4º máximo anotador y el 3.er máximo asistente de su selección.
En el verano de 2014, disputó los Juegos Centroamericanos y del Caribe, celebrados en Veracruz, México, donde la selección de baloncesto de México quedó en 5.ª posición y el Centrobasket, celebrado en Tepic, México, donde la selección de baloncesto de México se colgó la medalla de oro tras derrotar en la final por 74-60 a la selección de baloncesto de Puerto Rico.
En los Juegos Centroamericanos y del Caribe jugó 4 partidos con un promedio de 13,8 puntos (38,1 % en triples y 100 % en tiros libres), 2,5 rebotes, 5,5 asistencias y 1,7 robos en 33,5 min de media. Fue el 2º máximo anotador y el máximo asistente de su selección.
Finalizó los Juegos Centroamericanos y del Caribe con el 7.º mejor % de triples y fue el máximo asistente, el 2.º en min por partido, el 4.º en robos, el 8.º máximo anotador y el 11.º en puntos totales (55).
En el Centrobasket 2014 jugó 6 partidos con un promedio de 13 puntos (55,1 % en tiros de 2, 37,5 % en triples y 85,7 % en tiros libres), 2,2 rebotes, 4,3 asistencias y 1,1 robos en 26,5 min de media. Fue el 2.º máximo anotador y el máximo asistente de su selección.
Finalizó el Centrobasket 2014 con el 3.er mejor % de tiros de campo (50,8 %) y el 6.º mejor % de tiros de 2 y fue el 3.er máximo asistente, el 6.º en puntos totales (78) y el 11.º máximo anotador.
Por último, también participó en el Mundial de 2014 celebrado en España, donde México quedó en 14.ª posición.
Jugó 6 partidos con un promedio de 12,2 puntos (50 % en tiros de 2 y 87,5 % en tiros libres), 3,7 rebotes y 2,7 asistencias en 26,8 min de media. Fue el 2.º máximo anotador y asistente y el 4.º máximo reboteador de su selección.
En el verano de 2015, disputó los Juegos Panamericanos, celebrados en Toronto, Canadá, donde México quedó en 8.ª posición y el FIBA Américas, celebrado en Ciudad de México, México, donde la selección de baloncesto de México quedó en 4.ª posición tras perder por 87-86 contra la selección de baloncesto de Canadá en la lucha por el bronce.
En los Juegos Panamericanos de 2015 jugó 4 partidos con un promedio de 13,8 puntos (36,4 % en triples y 100 % en tiros libres), 2,2 rebotes y 2,8 asistencias en 32,7 min de media. Fue el máximo anotador y el 2.º máximo asistente de su selección.
Finalizó los Juegos Panamericanos de 2015 como el 2.º en min por partido, el 9.º máximo asistente, el 12.º máximo anotador y el 15.º en puntos totales (55).
En el FIBA Américas 2015 jugó 9 partidos con un promedio de 11,1 puntos (50 % en tiros de 2, 40 % en triples y 100 % en tiros libres), 2,6 rebotes y 2,8 asistencias en 28,6 min de media. Fue el 4.º máximo anotador y el 5.º máximo asistente de su selección.
Finalizó el FIBA Américas 2015 con el 9.º mejor % de tiros de campo (46 %) y el 12.º mejor % de triples y fue el 10.º en min por partido.
En el verano de 2016, disputó el Centrobasket, celebrado en Ciudad de Panamá, Panamá, donde México se colgó la medalla de plata tras perder en la final por 84-83 contra la selección de baloncesto de Puerto Rico, y el Preolímpico celebrado entre Belgrado (Serbia), Manila (Filipinas) y Turín (Italia), no consiguiendo México clasificarse para los Juegos Olímpicos de Río de Janeiro 2016.
En el Centrobasket 2016 jugó 6 partidos con un promedio de 10 puntos (37,5 % en triples), 2,5 rebotes y 3 asistencias en 26,6 min de media. Fue el 3.er máximo anotador y asistente de su selección.
Finalizó el Centrobasket 2016 con el 11.º mejor % de triples.
En el Torneo Preolímpico FIBA 2016 jugó 3 partidos con un promedio de 19 puntos (60,7 % en tiros de 2, 41,7 % en triples y 88,9 % en tiros libres), 4 rebotes y 1 asistencia en 30 min de media. Sin Gustavo Ayón, Cruz se convirtió en el referente absoluto de la selección mexicana, siendo el máximo anotador, el 3.er máximo reboteador y el 5.º máximo asistente de si selección.
Finalizó el Torneo Preolímpico FIBA 2016 con el mejor % de tiros de campo (55 %) y de tiros de 2, el 3.er mejor % de tiros libres y el 6.º mejor % de triples y fue el 2.º máximo anotador (por detrás del croata de los Brooklyn Nets Bojan Bogdanović), el 3.º en puntos totales (57) y el 8.º en min por partido.
[actualizar]
Durante agosto y septiembre de 2023 fue integrante de la selección de México que participó en el Mundial de 2023 celebrado en Asia, y que finalizó en vigesimoquinto lugar.